# Masters of the Multiverse
Masters of the Multiverse är det österrikiska power metal-bandet Dragonys tredje studioalbum, utgivet i oktober 2018 på Limb Music.
Skivan gästas av Ross Thompson (Van Canto) och Tommy Johansson (Majestica). Textmässigt refereras till populärkulturell film och litteratur, såsom Rovdjuret, bokserien Sagan om Drakens återkomst av Robert Jordan, datorspelet Dragon Age: Origins och Masters of the Universe.
Fyra singlar släpptes: "If It Bleeds We Can Kill It", "Flame of Tar Valon", "Days of High Adventure" och "Defenders". Till de först- och sistnämnda spelades musikvideor in.

## Låtlista
1. "Flame of Tar Valon" – 5:56
2. "If It Bleeds We Can Kill It" – 4:32
3. "Grey Wardens" – 4:31
4. "Defenders" – 5:10
5. "Fallen Star" – 4:56
6. "Angels on Neon Wings" – 5:20
7. "Days of High Adventure" – 4:50
8. "Evermore" – 4:43
9. "The Iron Price" – 4:14
10. "Eternia Eternal (The Masters of The Multiverse)" – 5:49
11. "The Touch" (Stan Bush-cover) – 3:41

## Medverkande
Musiker
- Siegfried Samer – sång
- Andreas Poppernitsch – gitarr, sång
- Simon Saito – gitarr
- Herbert Glos – basgitarr
- Manuel Hartleb – keyboard
- Frederic Brünner – trummor

Bidragande musiker
- Mathias Einberger – sång
- Johannes Gschweidl – sång
- Aryan Havrest – sång
- Chiara Kamnik – sång
- Christian Luipersbeck – sång
- Oliver Reiter – sång
- Eva Schindlauer – sång
- Tommy Johansson – gitarr
- Ross Thompson – sång
- Nora Bendzko – sång
- Lukas Knoebl – orkesterarrangemang

Produktion
- Frank Pitters – producent, inspelningstekniker, mixning
- Mika Jussila – mastering
- Dušan Marković – albumkonst